# Ameller
Ameller Editor fue una pequeña editorial española, ubicada en Barcelona, especializada en la novela popular.
Produjo también colecciones de tebeos, sobre todo cuentos de hadas.

## Colecciones de tebeos
| Años | Título                    | Guionista           | Dibujante           | Ejemplares | Tamaño  |
| ---- | ------------------------- | ------------------- | ------------------- | ---------- | ------- |
| 1945 | Avalancha Kid             | Feralgo             | Pedro Alférez       | 8          | 16 × 21 |
| 1946 | Boliche                   | VV. AA.             | VV. AA              | 8?         | 18 × 12 |
| 1945 | Caballero Enmascarado, El | Antonio Ayné Esbert | Antonio Ayné Esbert | 18?        | 21 × 32 |
| 1952 | Capitán Johnson           | Feralgo             | Pedro Alférez       | 60         | 13 × 17 |